# Навуходоносор II
Навуходоно́сор II (аккад. Набу-кудурри-уцур, (Nabû-kudurrī-usur), букв. «Набу, защити старшего сына») — царь Нововавилонского царства с 7 сентября 605 (624 до н. э). по 7 октября (562 до н. э) из X Нововавилонской (халдейской) династии.

## Биография
Навуходоносор был старшим сыном Набопаласара, основателя Нововавилонской империи. Это подтверждается надписями Набополассара, в которых явно упоминается Навуходоносор как его «старший сын», а также надписями времён правления Навуходоносора, в которых он упоминается как «первый» или «главный сын» Набополассара и как «истинный» или «законный наследник» Набополассара.
Имя Навуходоносора II на аккадском языке было Набу-кудурри-уцур, что означает «Набу, храни моего перворожденного/старшего сына». В более ранних исследованиях это название часто интерпретировалось как «Набу, защити границу», учитывая, что слово кудурру также может означать «граница» или «линия». Современные историки поддерживают интерпретацию «наследника» по сравнению с интерпретацией «границы» в терминологии этого имени. «Навуходоносор» — вариация имени в греческой передаче Септуагинты, перенесённая в русский язык через перевод Библии. Имя Навуходоносора II является наиболее часто употребляемым в Библии — встречается более 90 раз.

### Покорение Заречья
Ещё будучи царевичем, Навуходоносор, сын Набопаласара, командовал вавилонской армией в битве при Каркемише (конец мая 605 года до н. э.) и руководил вторжением в Заречье. В августе 605 года до н. э., находясь с армией в Сирии, Навуходоносор узнал о смерти отца. Приказав своим военачальникам возвращаться с главной армией, добычей и пленными на родину, он в сопровождении небольшой свиты кратчайшим путём поспешил через пустыню в Вавилон. 7 сентября, на 23-й день после кончины отца, он занял престол. Той же осенью 605 года до н. э. Навуходоносор вернулся в Заречье и продолжил прерванную кампанию, в феврале 604 года до н. э. вернувшись в Вавилон с ещё большей добычей.
В июне 604 года до н. э. вавилоняне вновь двинулись в Заречье. Против них выступил филистимский город Аскалон, рассчитывающий на помощь Египта. Аскалонский царь Адон, когда враги вторглись в его владения и уже дошли до Афэка (в 15 км севернее Лидды), послал гонцов к фараону Нехо II с просьбой о помощи, но египтяне не пришли, и в декабре 604 года до н. э. Навуходоносор взял Аскалон штурмом. Город был разграблен и разрушен; царь Адон, знать и уцелевшие граждане были угнаны в плен. В мае 603 года до н. э. Навуходоносор двинулся в Иудею, но иудейский царь Иоаким покорился и обещал платить дань, не дожидаясь осады Иерусалима. В 602 году до н. э. Навуходоносор завершил покорение Заречья.

### Война с Египтом

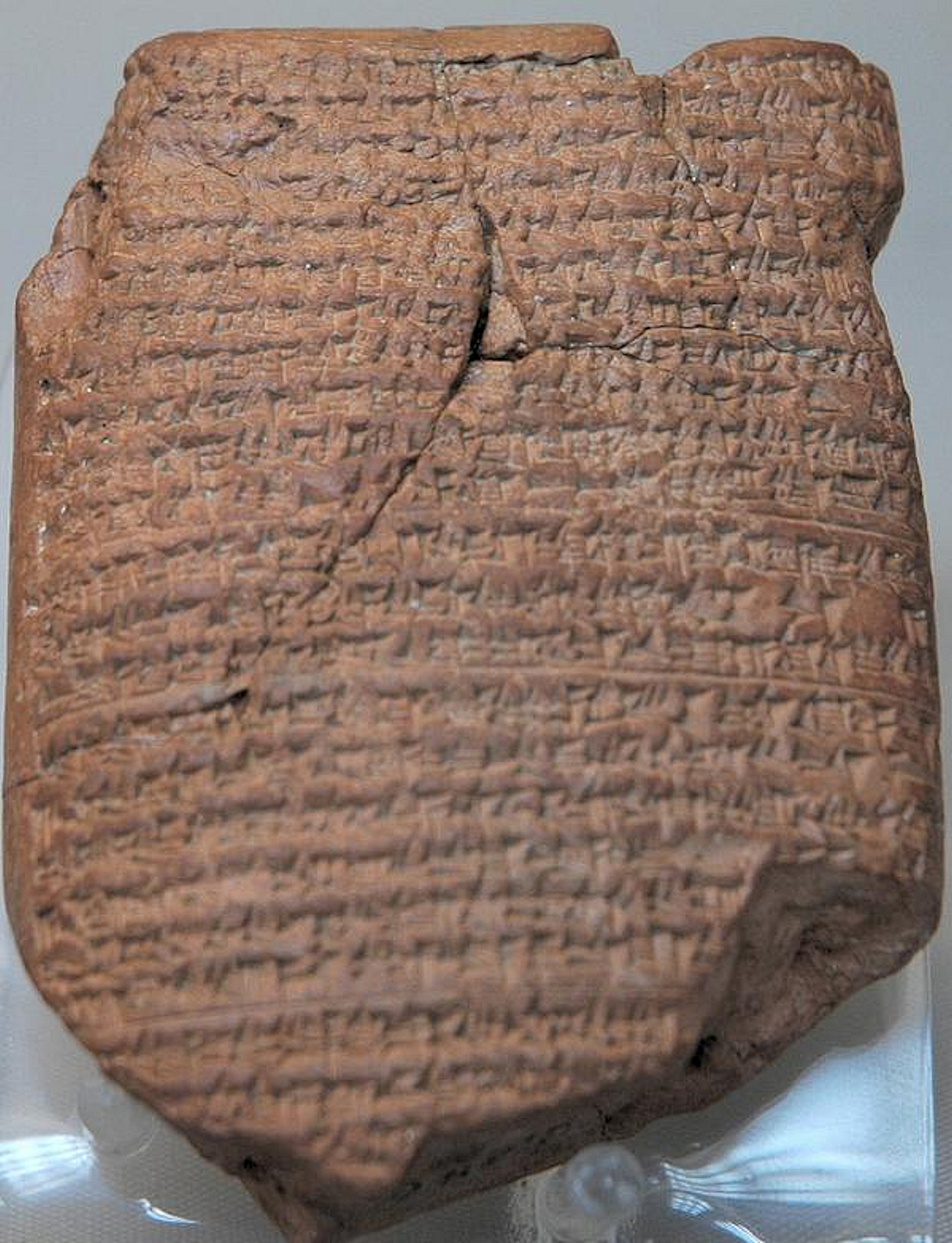
Глиняная табличка с записанным на обеих её сторонах текстом хроники, относящаяся к ранним годам правления Навуходоносора II (Хроника Навуходоносора, ABC 5). В ней рассматривается несколько тем, но наибольшее внимание привлекло упоминание о взятии Иерусалима в 597 году до н. э., что объясняет другое её название как «Иерусалимская хроника»

В декабре 601 года до н. э. Навуходоносор подступил к египетской границе. В ожесточённом сражении египтянам удалось остановить врага. Навуходоносору пришлось отступить и вернуться в Вавилон. Потери вавилонян, особенно в коннице и в колесницах, были настолько велики, что потребовалось целых 20 месяцев, прежде чем Навуходоносор сумел восстановить боеспособность своей армии. Но и Египту победа досталась такой ценой, что после этого сражения Нехо был вынужден вообще отказаться от мысли в ближайшие годы вести борьбу с Вавилоном за азиатские провинции.
«Царь Египетский не выходил более из земли своей, — говорит Четвёртая книга Царств, Библия, — потому что взял царь Вавилонский всё, от потока Египетского до реки Евфрата, что принадлежало царю Египетскому».

### Покорение Иудеи
В Заречье неудачи Навуходоносора вызвали подъём антивавилонского движения. Иудея прекратила платить Вавилону дань. В декабре 599 года до н. э. передовые вавилонские отряды снова появились в Заречье. Целый год вавилоняне и их союзники опустошали иудейскую землю. Наконец в последних числах декабря 598 года до н. э. Навуходоносор выступил из Вавилона с главными силами и через месяц, в конце января 597 года до н. э. достиг Иерусалима. Иоаким не посмел сопротивляться. Когда он с дарами явился к Навуходоносору, тот приказал схватить его и убить. На иудейский престол Навуходоносор посадил сына Иоакима Иехонию. 3023 знатных иудеян были уведены в плен.
Иехония стал продолжать антивавилонскую политику, что вызвало новое вторжение вавилонской армии. В марте 597 года до н. э. Навуходоносор снова подступил к Иерусалиму. Иехония, видя, что сопротивление бесполезно, тут же в марте сдал город без боя. После этого Иехония вместе со всей своей семьёй был отправлен в плен в Вавилон. Туда же были выселены и 7000 воинов и 1000 ремесленников. Вавилоняне захватили сокровища царского дворца и часть сокровищ и богослужебных предметов Иерусалимского храма. На место Иехонии Навуходоносор назначил его дядю Седекию, взяв с него клятву хранить верность Вавилонии и не вступать в сношения с Египтом. На Иудею была наложена дань.

### Мятеж в Вавилонии
В конце 595 — начале 594 в Вавилонии произошёл мятеж, руководителей которого затем казнили. Сохранился протокол судебного заседания, в котором есть запись о том, что один из мятежников был обвинён в государственной измене и казнён.

«В десятый год (595/594) царь Аккада был в своей земле; с месяца кислиму до месяца тебету в Аккаде было восстание. С оружием в руках он убил многих из своей собственной армии. Его собственная рука схватила его врага».— отрывок из Вавилонской хроники

### Трения с Египтом

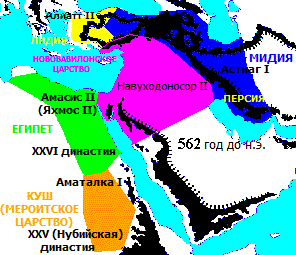
Нововавилонское царство

В 594 году до н. э. умер фараон Нехо. Сразу же по вступлении на престол его сын Псамметих II начал подготовку к большой войне с Вавилонией. В 591 году до н. э. он во главе флота и в сопровождении сонма жрецов прибыл якобы с религиозными целями в финикийский город Гебал (Библ). Это была явная провокация против Вавилона, под властью которого находилась Финикия. Фараон демонстрировал военно-морскую мощь Египта населению Заречья, поощряя его тем самым к восстанию.
Осенью 589 года до н. э., по сигналу из Египта, выступили иудеи. Навуходоносор во главе своей армии появился на границе Иудеи. Прочие мелкие государства Заречья не посмели примкнуть к восстанию и по требованию Навуходоносора выставили свои вспомогательные отряды. В результате Иудея осталась в одиночестве. Вавилоняне опустошили её территорию и 15 января 588 года до н. э. осадили Иерусалим. Осаде подверглись также города Лахиш и Азек, где засели иудейские гарнизоны. 8 февраля 588 года до н. э. Псамметих II умер, так и не успев послать обещанную иудеям помощь.
Выполняя обещание отца иудеям, новый фараон Априй двинул в Азию свою армию и флот. Навуходоносор, узнав о наступлении египтян, отступил от Иерусалима и направил свою армию на врага. В последующем сражении на суше египтяне потерпели неудачу, но на море они одержали победу над объединённым флотом Тира и Кипра, посланного в бой Навуходоносором. Затем Априй высадил войско для взятия Сидона, после чего сдались и другие финикийские города. Египетское проникновение в Финикию серьёзно поколебало вавилонское господство в Заречье. Восстал Дамаск, попытки мятежа имели место в Хамате и Арпаде. К тому же в Сирию с севера неоднократно вторгались лидийцы — союзники Египта, которые вели войну с Мидией, союзницей Вавилона. Но всё же Навуходоносору удалось восстановить своё господство в Заречье и продолжить осаду Иерусалима.

### Взятие Иерусалима
Весной 586 года до н. э. армия Априя вновь появилась на юге, угрожая вавилонскому войску, осаждающему Иерусалим, но была оттеснена, и 18 июля 586 года до н. э. Иерусалим, страдающий от голода и эпидемий, пал. Среди военачальников, бравших Иерусалим, отличился Нергал-шар-уцур, будущий царь Вавилона. Царь Седекия попытался бежать, но был схвачен возле Иерихона, ослеплён и отправлен в Вавилон. Храм Соломона (Первый Храм) был разрушен, Иерусалим сожжён, а его стены срыты. Уцелевшие после осады и штурма жители Иудеи были угнаны в Вавилон в рабство, а на территории бывшего Иудейского царства была создана вавилонская провинция Иехуд.

### Подчинение Тира
Затем Навуходоносор захватил город Сидон и разгромил государство Эдом. И только Тир продолжал упорное сопротивление. Вавилоняне без труда захватили его материковую часть Ушу, но сам Тир, находящийся на острове в море, взять не смогли и вынуждены были перейти к его длительной осаде, которая началась ещё 23 апреля 587 года до н. э.
В 582 году до н. э. Навуходоносору удалось наконец закончить войну с Египтом. Вавилоняне разгромили Аммон и Моав — последние государства в Заиордании, на которые мог рассчитывать Египет, а затем появились непосредственно на его границах. В этом же 582 году до н. э. между Вавилоном и Египтом был заключён мирный договор, скреплённый браком Навуходоносора с египетской царевной Нейтакерт (Нитокрис). Тир остался в одиночестве и в 573 году до н. э. после 13-летней осады сдался Навуходоносору. Однако город сохранил автономию и не был разграблен. Победитель обязал его царя Итобаала III лишь выдать заложников и принимать чиновников, которых присылали из Вавилона.
Как бы подводя итоги своей внешней политики, Навуходоносор в одной из надписей говорит: «С вышней помощью богов дальние страны, далекие горы, от Верхнего моря до Нижнего моря, дурными дорогами, глухими тропами, где задерживался шаг, некуда ступить было ногой, тяжёлыми путями, дорогами жажды я прошёл, непокорных перебил, пленил врагов. В стране я навёл порядок и дал процветать народу. Плохих и злых среди народа я удалил. Серебро, золото, драгоценные камни, медь, ценное дерево — всё, что дорого, золотые плоды, урожай гор, продукты моря, тяжёлое множество, изобильные дары в мой город Вавилон я принёс пред богами».
Это очень скромная оценка своей деятельности, сделанная воином с головы до пят, солдатом, который провёл в походах и боях почти всю жизнь. Сохранилось довольно большое количество надписей Навуходоносора II, но напрасно мы будем искать в них описания военных подвигов, завоеваний, штурма городов, перечня добычи, расправ с пленными, то есть всего того, что столь характерно для надписей ассирийских царей. В развалинах вавилонских дворцов не найдено ни одного рельефа, ни одного изображения военных сцен. В надписях Навуходоносора II и его преемников почти не говорится о войнах — речь идёт только о поклонении богам и строительной деятельности. Если бы мы располагали только надписями самого Навуходоносора II, то могли бы сделать лишь один вывод: этот царь был самым мирным государём во всей древней истории, абсолютно не помышлявшим о военной славе.

### Усиление мидийской угрозы
Во второй половине царствования Навуходоносора усилилась мидийская угроза для Вавилона. С Мидией, правда, поддерживались дружественные отношения, что однако не мешало Навуходоносору энергично укреплять Вавилон и границы своего государства. Вокруг Вавилона были воздвигнуты необыкновенно мощные фортификационные сооружения. Севернее Сиппара и Описа, там, где перешеек между Евфратом и Тигром наиболее узкий, вавилоняне соорудили линию укреплений получившую название «Мидийской стены». Основу её составлял сплошной ров и вал с башнями. Мощные оборонительные сооружения были воздвигнуты и вокруг таких крупных городов как Сиппар, Куту, Барсиппа.

### Вавилония в правление Навуходоносора

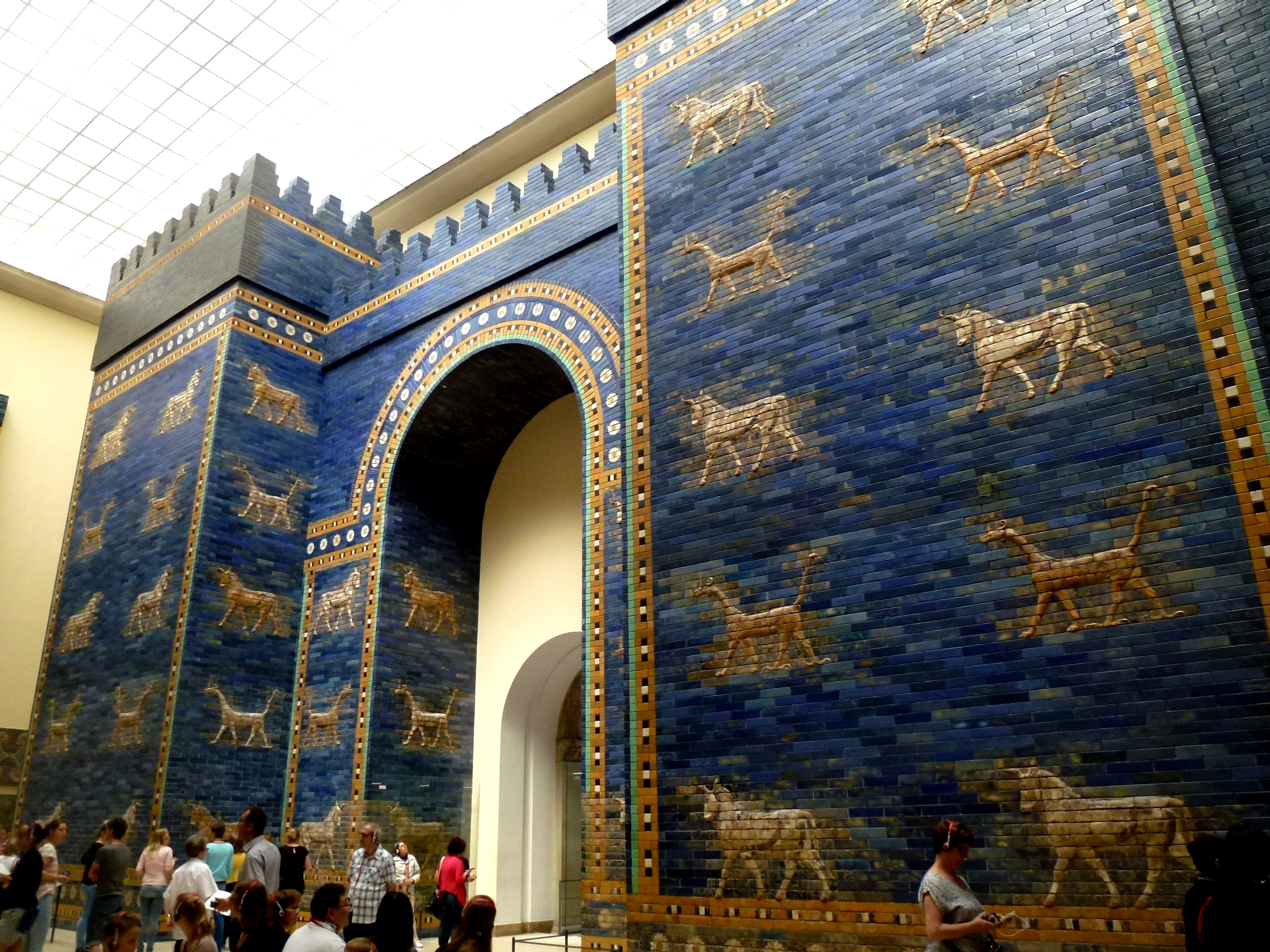
Ворота Иштар в Музее Передней Азии

При Навуходоносоре Вавилония превратилась в процветающую страну. Это было временем полного возрождения, экономического расцвета и культурного развития. Навуходоносор находился уже в гораздо лучших условиях, чем его отец. Он получал дань, которая раньше шла в Ниневию, а потому не имел недостатка в рабочих руках и не должен был бороться за независимость. Его войны только увеличивали его материальные средства и доставляли вереницы пленных — даровых работников. Поэтому он оставил Вавилон совершенно обновлённым, и современные археологические раскопки обнаруживают почти исключительно его следы.
Царь возвёл новый дворец на месте временного, построенного Набопаласаром и пришедшего в негодность. «Кроме обновления городов, храмов богов и богинь, возложил я руки, чтобы выстроить дворец для жилища моего величества в Вавилоне», — гласит надпись в Вади Брисса. Он выстроил его из такого материала, что, несмотря на постоянные разрушения и расхищения для построек современного города Хилле, большая часть фундамента уцелела до сих пор. Платформа была поднята на три метра над почвенной водой, а стена, окружающая весь комплекс помещений, была в несколько метров толщиной, и была облицована эмалированными кирпичами с пёстрыми орнаментами. Не довольствуясь этим дворцом, занимавшим пространство более четырёх десятин, царь застроил ещё прилегающий с севера участок такой же величины, употребив на это, по уверению его надписи и Бероса, всего пятнадцать дней. Тронная зала имела стены, украшенные цветной эмалью — пальметтами и изображениями колонн.

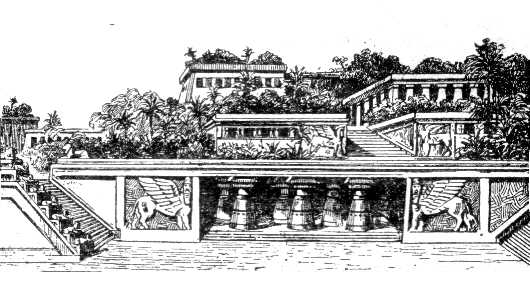
Висячие сады Семирамиды. Реконструкция начала XX века

На самом севере Вавилона Навуходоносор выстроил на высокой платформе дачный дворец. Также при нём сооружён знаменитый висячий парк (т. н. «висячие сады Семирамиды» — одно из 7 чудес света). Берос говорит о нём:
«Он устроил каменные возвышения, придав им вид гор, и засадил всякого рода деревьями, устроив таким образом так называемый висячий парк, потому что его жена, воспитанная в мидийских землях, скучала по родной природе».
Не менее грандиозны были работы для укрепления Вавилона. Кроме ограждавших древний город Имгур-Бела и Нимитти-Бела не было стен для защиты частей города, возникших вне их. Навуходоносор выстроил стену к востоку от города в прямом направлении с севера на юг. Но город рос при нём слишком быстро; пришлось отступить ещё далее к востоку и заключить город в тройную стену, шедшую под углом от Евфрата к северу, от дачного дворца до Евфрата, против Борсиппского канала. Стены были выстроены из кирпичей с асфальтом и были «вышиной с гору»; вдоль её по ту сторону был выкопан ров со скатами, обложенными кирпичами с асфальтом. «Дабы бранная буря не разразилась над Имгур-Белом, стеной Вавилона,  — говорит царь — я повелел защитить Вавилон с востока в расстоянии четыре тысячи локтей большой стеной…» Общая толщина всех трёх стен, с засыпанным землёй промежутком, доходила до 30 метров. Длина северо-восточной стороны — около четырёх тысяч локтей (около 2 км); приблизительно через каждые сорок четыре локтя (18 — 19 м) была башня.
Далее, надписи в Вади Брисса и Ксенофонт говорят ещё о сооружении так называемой Мидийской стены. От берега Евфрата у Вавилона до Киша, а затем от Сиппара до Описа, то есть от Евфрата до Тигра, были насыпаны валы, обложенные кирпичами с асфальтом. Целью этой работы было, по словам Навуходоносора, «на расстоянии двадцати двойных часов от города собрать воды, подобные водам моря, вокруг города», то есть в случае неприятельского нашествия затопить всю окружающую местность, среди которой вавилонская область могла бы выдаваться, подобно острову. Устроенные им сооружения имели целью сделать Вавилон недоступным или, по крайней мере, на время задержать неприятельское войско.
Вавилон стал центром международной торговли. Велось дорожное строительство, много внимания уделялось искусственному орошению. В частности, около Сиппара был создан большой бассейн, откуда шло много каналов, с помощью которых регулировалось распределение воды во время засухи. В Вавилоне велось интенсивное строительство. Навуходоносор достроил вавилонский зиккурат Этеменанки, доведя его высоту до 90 м, перестроил Эсагилу и придал ей небывалую пышность, а также построил новый дворец.
Но в то же время ряд крупных городов управлялся советом старейшин во главе со жрецом. Клинописные источники рисуют картину полной зависимости Навуходоносора от жреческой корпорации. Навуходоносор II умер в ночь на 7 октября 562 года до н. э., после 43 лет правления.

### Перечень строительных работ Навуходоносора II
Постройки упомянутые в надписях царя Навуходоносора:
- в Вавилоне:
  - работы по реставрации и отделке Эсагилы (É.SAG.ÍL, «Дом поднятой головы») — храма бога Мардука
  - строительные работы в É.TUŠ.А («Дом приказов») — часовне Мардука в Эсагиле
  - работы в DU6.KU3 или parak šīmãti («Место назначения») — часовня Мардука, принадлежащая UB.ŠU.UKKIN.(«Двор собраний») в Эсагиле
  - отделочные работы в Ezidzie (É.ZI.DA) — штаб-квартире Мардука и часовни Набу в Эсагиле
  - работы в É.GIŠNIG.GIDIR.KALAM.MA.SUM.MA («Дом, который придает скипетр над землёй») — храм Набу в Вавилоне
  - отделочные работы в KÁ.HI.LI.SÙ («Ворота покрыта роскошь») — штаб-квартире Царпанит в Эсагиле
  - завершение работ над Этеменанки (É.TEMEN.AN.КИ, «Дом основание неба и земли») — зиккуратом в комплексе храма Мардука
  - реставрационные работы в É.SISKUR или bīt niqe («Дом жертвоприношений») — храм жертвоприношений Мардуку во время праздника Акиту; находился за пределами Вавилона
  - восстановление É.DI.KU5.KALAM.MA («Дом судьи земли») — храм бога Шамаша
  - восстановление É.MAŠ.DA.РИ («Дом жертвенных животных») — храм богини Иштар
  - восстановление É.HUR.SAG.SIKIL.LA («Дом чистой горы») — храм богини Гула-Нинкаррак в восточной части Вавилона
  - восстановление É.KIŠ.NU.GÁL — храм бога Сина
  - восстановление É.SA.BAD («Дом открытых ушей») — храм Гулы в западной части Вавилона
  - строительные работы в Эмах (É.MAH, «составила дом») — храм Белет-или/Нинмах
  - восстановление É.НАМ.HÉ («Дом изобилия») — храм Адада в районе Кумари
  - восстановление É.KI.TUŠ.GARZA («Дом, населенный урегулирования») — храм Белет-или в углублении стены Вавилона
  - строительство дома писателей (bīt šutummi ša tupsarrī)
  - работы по завершению Имгур-Бел («Бел милосердовал») и Нимитти-Бел («Покой Бела») — стен Вавилона
  - работы по возведению моста через Евфрат
  - строительство канала Либил-хегаль вместе с мостом на пересечении с дорогой процессий
  - работы по перестройке и украшению дороги процессий
  - работа по возведению Ворот Иштар и других ворот
  - возведение так называемой «Мидийской стены»
  - строительство большой восточной стены с тремя причалами
  - реставрационные работы в Старом Дворце Набопаласарa
  - строительство Нового Дворца (в частности, так называемого «Музея»)
- в Борсиппе:
  - Эзида («Дом вечности») — храм бога Набу
  - строительство часовни É.ŠID.DÙ.AN.NA.KI («Дом руководителя неба и земли») — покои Набу в Эзиде
  - размещение кедровых балок над É.MAH.TI.LA («составила дом, который дает жизнь») — часовня Набу в Эзиде
  - окончание строительства Эуриминанки («Дом семи владык неба и земли») — зиккурата храма Эзида
  - восстановление É.DIM.AN.NA («Дом, узы неба») — храм Сина в Эзиде
  - восстановление É.GU.LA («Великий дом») — храма Гулы
  - восстановление É.TI.LA («Дом, который дает жизнь») — храм Гулы-Нинкаррак
  - восстановление храма Адада
  - восстановление É.ZI.BA.TI.LA («Настоящий дом дающий силу») — храм Гулы
  - восстановление храма Mār-bitī
  - завершение стены Борсиппы и его рва
- в других городах:
  - реконструкция E-babbar — храм бога Шамаша и богини Айи в Сиппаре
  - восстановление É.UL.LA («Дом холить») — храм Гулы в Сиппаре
  - реконструкция E-babbar — храм Шамаша в Ларсе
  - реконструкция E-ана — храм Иштар в Уруке
  - восстановление É KIŠ.NU.GÁL — храм Сина в Уре
  - работы декоративные в Э-дуба — храм Забабы в Кише
  - работы декоративные в Эметеурсаг — celli Zababy в Э-дубе в Киш
  - восстановление ÈŠ.URUGAL («Дом великого города») — храм Ereszkigal в городе Kuta
  - работы фортификационные и декоративность на E-meslam — храм Нергал и Лес в городе Kuta
  - восстановление É.GAL.MAH («Возвышенный дворец») — храм Guli на Isin
  - восстановление É.I.BÍ.AN.NA («Дом, в котором Anu призывает начало») — храм Urasza в Dilbat
  - реконструкция E-igikalama — храм бога Лугаль-Марадa в Мараде

Среди других строительных работ Навуходоносора, которые не перечислены среди царских надписях, но, которые заверены, в частности, archeologicznie, находятся:
- - Unirkidurmah — zigurat в Киш, где было найдено несколько кирпичей Навуходоносора
  - храм Гулы в Исине
  - храм Нингишзиды в Уруке
  - работа в Tall al-Лам

### Семья
У Навуходоносора было шесть известных сыновей. Большинство сыновей, за исключением Мардука-надин-ахи[78] и Эанна-шарра-уцура, засвидетельствованы очень поздно в царствование их отца. Вполне возможно, что они могли быть результатом второго брака и что они могли родиться относительно поздно в царствование Навуходоносора, возможно, после его известных дочерей. Известными сыновьями Навуходоносора были:
- Мардук-надин-ахи (аккад. Marduk-nādin-aḫi) — самый старший из детей Навуходоносора, засвидетельствованный в юридическом документе, вероятно, как взрослый, поскольку он описывается как управляющий своей собственной землёй, уже на третий год правления Навуходоносора (602/601 до н. э.). Предположительно первенца, сына Навуходоносора, если бы не старший ребёнок, и, таким образом, своего законного наследника. он также свидетельствует очень поздно Навуходоносора правления, назван «царевичем» в документе отметки о закупке даты Син-мар-шарри-уцур, его слуга, в 563 году до нашей эры.
- Эанна-шарра-уцур (аккад. Eanna-šarra-uṣur) — назван «царевичем» среди шестнадцати других человек в документе из Урука от 587 года до н. э. и записанном как получатель ячменя «для больных».
- Амель-Мардук (аккад. Amēl-Marduk), первоначально названный Набу-шум-укин (Nabû-šum-ukīn) — сменил Навуходоносора на посту царя в 562 году до н. э. Его правление было омрачено интригами, и он правил всего два года, прежде чем был убит своим шурином Нергал-шар-уцуром (Нериглиссаром). Более поздние вавилонские источники в основном плохо отзываются о его правлении. Амель-Мардук впервые засвидетельствован, в частности, в качестве наследного царевича, в документе 566 году до н. э. учитывая, что Амель-Мардук был старший брат Мардук-Надин-ахи, жив уже в 563 г. до н. э., Почему он был назван наследным принцем не понятно.
- Мардук-шум-уцур (аккад. Marduk-šum-uṣur или Marduk-šuma-uṣur) — назван писцами «царевичем» в документах учёта платежей храм Эбаббар в Сиппаре.
- Мушезиб-Мардук (аккад. Mušēzib-Marduk) — назван «царевичем» один раз в контрактной табличке от 563 года до н. э.

Мардук-надин-шуми (аккад. Marduk-nādin-šumi) — назван «царевичем» один раз в контрактной табличке с 563 года до н. э.
Три дочери Навуходоносора известны по имени:
- Кашшая (аккад. Kaššaya) — засвидетельствована в нескольких хозяйственных документах от правления Навуходоносора, как «царевна». Этимология её имени неясного происхождения; оно может быть производным от слова kaššû (касситский). Кашшая засвидетельствована в современных ей текстах, как жительница и землевладелеца в Уруке. Кашшая обычно, хотя и умозрительно, идентифицирована как дочь Навуходоносора, на который был женат Нергал-шар-уцур (Нериглиссар).
- Иннин-этират (аккад. Innin-ēṭirat) — засвидетельствована как «царевна» в 564 году до н. э. в документ, в котором фиксирует её предоставления mār-banûtu состояние («Статус свободен») чтобы раб по имени Nabû-mukkê-элип. Документ, о котором идёт речь, был написан в Вавилоне, но имена, включая божественную приставку Иннин, почти уникальны для Урука, что позволяет предположить, что она жила в этом городе.
- Бау-аситу (аккад. Ba'u-asītu) — засвидетельствована как владелец объекта недвижимости в хозяйственном документе. Точное прочтение и значение её имени несколько неясно. Поль-Ален Больё, который в 1998 году опубликовал переведённый текст, подтверждающий её существование, считает, что её имя лучше всего интерпретировать как означающее «Бау — это/врач». Документ был написан в Уруке, где, как предполагается, жила Бау-аситу.

Вполне возможно, что одна из дочерей Навуходоносора вышла замуж за высокопоставленного чиновника Набонида. Брак с дочерью Навуходоносора мог бы объяснить, как Набонид мог стать царём, а также объяснить, почему некоторые более поздние традиции, такие как Книга Даниила в Библии, описывают сына Набонида, Валтасара, как сына (потомка) Навуходоносора. В качестве альтернативы, эти более поздние традиции могли бы вместо этого проистекать из царской пропаганды. Древнегреческий историк Геродот называет «последнюю великую царицу» Вавилонской империи «Нитокрис», хотя это имя (как и любое другое имя) не засвидетельствовано в современных вавилонских источниках. Описание Геродотом Нитокрис содержит богатый легендарный материал, из-за которого трудно определить, использует ли он это имя для обозначения жены или матери Набонида, но Уильям Х. В 1982 году Ши предложил, чтобы Нитокрис можно было предварительно идентифицировать как имя жены Набонида и матери Валтасара.

### Навуходоносор в иудейской и исламской традициях

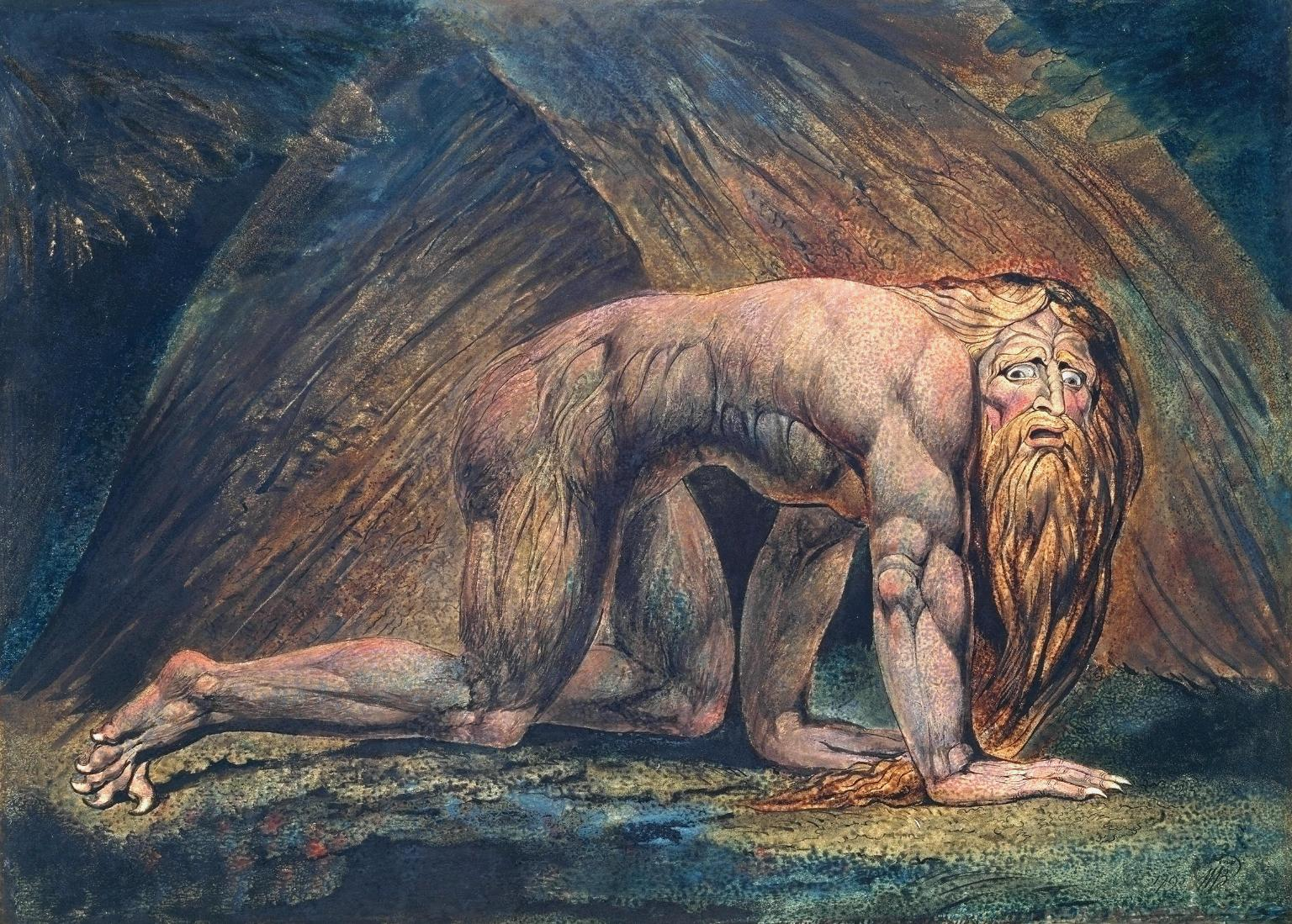
Уильям Блейк, Навуходоносор (1795, галерея Тейт).

Навуходоносор неоднократно упоминается в Библии и Талмуде. Надо сказать, что Библия детально описывает историю захвата Иерусалима Новуходоносором, в данной статье эта информация содержится выше, в части описания военных походов завоевателя. В Четвёртой Книге царств (Библия), начиная с 24-й главы, повествуется история похода и захвата Навуходоносором Иерусалима: первый поход во время правления царя Иоакима, затем во время правления его сына Иехонии Иерусалим подвергся осаде, и Иехония сдал город. Население Иерусалима было уведено в рабство, храм разграблен. Далее повествуется о правлении царя Седекии и о новом походе Навуходоносора на Иерусалим после того, как Седекия взбунтовался. Далее повествование Библии переключается на историю четырёх молодых людей княжеского рода, угнанных Навуходоносором в плен в числе других иудеев. Их история излагается в Книге пророка Даниила. Под именем Невухаднецар (др.-евр. נְבוּכַדְנֶאצַּר‬) Навуходоносор появляется и в этой книге Книги Даниила (по мнению большинства учёных, II век до н. э.). По книге, в числе прочих пленённых жителей Иерусалима, ко двору Навуходоносора прибывают четыре иудейских отрока, в числе которых Даниил. При дворе они подвергаются различным испытаниям, поскольку хотят оставаться верными закону своего Бога, отказываются есть языческую пищу, поклоняться золотому идолу, молиться языческим богам. И, как повествует Книга пророка Даниила, во всех этих испытаниях Бог защищает их и помогает преодолеть. Так, в течение десяти дней им дают только воду и овощи, но отроки становятся полнее и красивее видом. Навуходоносор призывает мудрецов объяснить значение его снов, угрожая им смертью, и только Даниилу удаётся истолковать сновидение, поскольку Бог открывает ему и содержание сна, и его значение. Навуходоносор ставит золотого идола, которому под страхом смерти заставляют поклониться «все народы, племена и языки». Друзья Даниила отказываются поклониться, за что их бросают в печь, пламя которой сжигает всех, кто к ней подходит. Однако отроки остаются невредимы, и Навуходоносор признаёт Бога евреев «Богом богов», о чём заявляет всему миру. В конце царствования Навуходоносор также страдает от тяжкой болезни, напоминающей ликантропию, и состоящей в том, что человек воображает себя каким-либо животным. Он опять признаёт Бога евреев и исцеляется. По мнению ассириолога Вольфрама фон Зодена, а также ряда других учёных, в библейском образе Навуходоносора смешались представления о разных царях. Действующими лицами традиционных иудейских легенд об обращении царя-притеснителя, схожих по сюжету и объединяемых в «цикл Даниила», также являлись правивший после Навуходоносора II царь Набонид, который в кумранском тексте «Молитвы Набонида» (4Q242, вторая половина I века до н. э.) «в течение семи времён» страдал от болезни и исцелился при помощи иудейского ясновидца, а также химьяритский царь Ас‘ад ал-Камил.
Библия неоднократно упоминает золотые и серебряные сосуды, вывезенные при Навуходоносоре из иерусалимского храма (2 Пар 36:7, 10) и возвращённые при Кире (1 Езд 1:7, 8; 5:13-15). В Книге Юдифи Навуходоносор представлен царём Ассирии, резиденция которого находится в Ниневии; он совершает многочисленные завоевательные походы.
Согласно Книге Товита «Навуходоносор и Асуир» были теми, кто захватил Ниневию (Тов 14:15).
Библия называет Валтасара сыном Навуходоносора (Дан. 5:2, 11, 18-22; Вар. 1:11-12); Навуходоносор и Валтасар предстают в ней двумя последними правителями Вавилонии.
Исламская традиция знает Навуходоносора под именем Бухт На́ссар, известна «эра Бухт Нассара». Это сатрап (marzabān) Сасанидского государства; он воевал с арабами, вторгся в Египет, а также изгнал 18 тысяч евреев и выбросил Тору в колодец.

## Образ в искусстве
- «О Навуходоносоре царе, о теле злате и о триех отроцех, в пещи не сожжённых» (1673—1674 гг.) — комедия Симеона Полоцкого, написанная для царя Алексея Михайловича по мотивам древнего русского церковного чина «Пещного действа».
- «Навуходоносор» — серия монотипий Уильяма Блейка, начатая в 1795 году.
- «Набукко» — опера Джузеппе Верди на либретто Темистокле Солера (1842, премьера состоялась в театре «Ла Скала»). Хор евреев Va, pensiero из этой оперы приобрёл статус гимна Рисорджименто, рассматривался как кандидат государственного гимна Италии, продолжает считаться неофициальным гимном итальянского региона Падания и исполняется на всех мероприятиях итальянской партии «Лига Севера».
- В романе Александра Дюма «Графиня де Монсоро» Навуходоносор вместе с маршалом де Рецем и Сарданапалом вскользь называются величайшими грешниками за всю историю.
- В честь царя назван корабль в фильме «Матрица».

| X Нововавилонская (халдейская) династия |                                                                   |                        |
| Предшественник: Набопаласар             | царь Нововавилонского царства 605 — 562 до н. э. (правил 43 года) | Преемник: Амель-Мардук |